# Benita Antonia de Sotomayor Abreu y Noroña
Benita Antonia de Sotomayor Abreu y Noroña (Sotomayor, inicis del segle XVII-Madrid, 31 de desembre de 1682) provenia d’una família benestant de l'alta noblesa espanyola. El seu pare, Fernando Yáñez de Sotomayor, qui heretà el senyoriu de la casa de Sotomayor del seu pare Pedro de Sotomayor i es convertí en vescomte de Crecente el 6 de juliol de 1627; i, la seva mare, María d’Abreu y Noroña, marquesa de Tenorio, vescomtessa de Crecente i senyora d’Agra, cosins casats el 1603.
Visqué la seva infantesa als feus familiars de Galícia. Posteriorment, es traslladà a Castella residint a Valladolid i Salamanca. Es troben els primers indicis del seu traçat vital quan es casa amb el seu primer marit, Alonso Enríquez de Anaya, oient de la Real Chancillería de Valladolid, el 27 d’abril de l’any 1644, davant l’escribà Francisco Cartagena.
El 14 de maig de 1645 quedà viuda d’Alonso Enríquez de Anaya i se celebrà un litigi on es disputà la seva herència. A la mort del seu marit, Benita Antonia estava embarassada d’aproximadament 4 mesos del seu únic fill i hereu, tal com certifica l’informe de les matrones, el llicenciat i el metge que la visitaren. En el litigi, la viuda defensà el seu futur fill com a hereu legítim del patrimoni del seu pare, el qual havia deixat, en testament, les seves propietats al descendent, en detriment de diversos familiars del difunt. Entre ells, es trobaren Antonio Rodríguez de las Varillas i Maria Enríquez, que reclamaren la possessió de Villa Gonzalo; i José de Anaya y Toledo, que reclamà i, en un primer moment, recuperà les possessions de la Villa de Villalba. Benita Antonia, però, apel·là la resolució i, finalment, fou anomenada posseïdora de la tenuta i els béns corresponents segons el testament. L'1 d’octubre del mateix 1645, nasqué el seu fill, Baltasar Enríquez de Sotomayor y Anaya. Durant aquest interval temporal, entre la mort d’Alonso Enriquez i la majoria d’edat de Baltasar, Benita Antonia actuà com a regent d’aquesta disputada herència.
Més tard, a l’any 1650, Benita Antonia tornà a casar-se, amb Antonio de Vidania y Elazarraga, oïdor de la Chancillería de Valladolid i Cavaller de l’Ordre de Santiago, matrimoni del qual no hi hagué descendència. No obstant això, El seu matrimoni no obtingué aprovació reial perquè es produí en «circunstancias perniciosas», encara que es casaren abans de rebre-la. Antonio de Vidania va ser expulsat de la seva feina a la Chancilleria de Valladolid, desterrat a vint llegües al voltant de Madrid i Valladolid. Aquest fet obligà la parella a emigrar a Granada, on ell va treballar posteriorment com a oient de la Chancilleria Real de Granada. Dos anys més tard, van marxar a Castella, on Antonio de Vidania va acabar obtenint un càrrec al Consejo Real de Castilla.
Antonio de Vidania morí l’any 1670, a Madrid. A causa de la manca de fills del matrimoni, i per tant d’hereus, el seu patrimoni passà a mans de la Benita Antonia. Dotze anys més tard, el 1682,  morí ella. Va morir el 31 de desembre d’aquest any, d’una malaltia desconeguda, però que ja feia temps que la patia, ja que el 26 de setembre de 1682 dictà el seu testament en un mal estat de salut a Madrid, postrada al llit. En aquest, deixà com a hereu únic al seu fill Baltasar.

## Orígens i vincles familiars
Benita Antonia de Sotomayor exemplifica el paper de la dona noble en època moderna, on la seva rellevància es defineix no com a individu independent, sinó pels vincles familiars i pel seu paper en la perpetuació del llinatge.
Per via paterna, trobem a la seva àvia María de Urquijo i el seu avi Pedro de Sotomayor, senyor de la casa de Sotomayor i de Fornelos i cavaller de l'Orde de Santiago, que consolidà el prestigi d’un llinatge arrelat a Galícia. El seu pare, Fernando Yáñez de Sotomayor, senyor de la casa de Sotomayor i vescomte de Crecente des del 6 de juliol de 1627, enfortí aquesta herència fins a la seva mort, deixant un llegat familiar que ascendí en importància en el sí de la noblesa peninsular durant tot el segle XVII i XVIII.
Per via materna, trobem a la seva àvia Teresa de Moscoso i al seu avi Lope Gómez d’Abreu, senyor d’Agra i membre de l'Orde de Crist. La seva mare, María d’Abreu y Noroña, marquesa de Tenorio, vescomtessa de Crecente i senyora d’Agra, en unir-se en matrimoni amb Fernando Yáñez de Sotomayor, engrandí les possessions i la transmissió dels títols de la casa Sotomayor.
El matrimoni dels seus pares donà cinc descendents, dels quals Benita Antonia n’era la menor. El seu germà Pedro de Sotomayor Abreu y Noroña, tot i ser l’hereu legítim, morí abans de 1639 i no pogué heretar, és a dir, la seva defunció fou anterior a la del seu pare. Les seves germanes grans esdevingueren hereves. Antonia de Sotomayor Abreu y Noroña, la primera germana gran, heretà la casa de Sotomayor i es casà amb Antonio Sarmiento de Acuña, cavaller de l’Orde de Calatrava i conseller d’Hisenda. Teresa de Sotomayor Abreu y Noroña, la segona germana gran, també hereva de la casa de Sotomayor, s'uní en matrimoni amb Manuel Sarmiento de los Cobos Luna y Mendoza, majordom major de Felip IV i virrei de València i de Sardenya. Francisca de Sotomayor Abreu y Noroña, la tercera germana gran, hereva de la casa de Sotomayor, es casà amb el marquès de Tenorio, Juan Fernández de Lima y Brito, amb qui tingué dos fills, Fernando Yáñez Álvarez de Sotomayor y Lima, II comte de Crecente i I duc de Sotomayor des del 25 d’abril de 1703, i Luisa María de Sotomayor Lima y Brito, la qual després de la mort del seu germà esdevingué duquessa.
La consolidació de la família Sotomayor en el si de la noblesa espanyola arriba al seu punt àlgid uns anys després de la mort de Benita Antonia de Sotomayor, concretament, a partir del 25 d'abril de 1703, quan el rei Felip V, recompensant la lleialtat en el context de la guerra de successió espanyola (1701-1715), concedeix el ducat de Sotomayor al nebot de Benita, Fernando Álvarez de Sotomayor y Lima, II marquès de Tenorio, II comte de Crecente i senyor de Sotomayor. Era fill de Juan Fernández de Sotomayor y Lima, I marquès de Tenorio i I marquès dels Arcs, i de la germana de Benita Antonia de Sotomayor, Francisca Luisa de Sotomayor Abreu y Noroña, II vescomtessa de Crecente, hereva de la casa de Sotomayor.
Després de la mort del duc, el 17 de juliol de 1705, la seva germana i la neboda de Benita Antonia, María de Sotomayor Lima y Brito, es converteix en II duquesa de Sotomayor fins al 10 de desembre de 1726, data de la seva defunció.

## Dona posseïdora d'un llibre

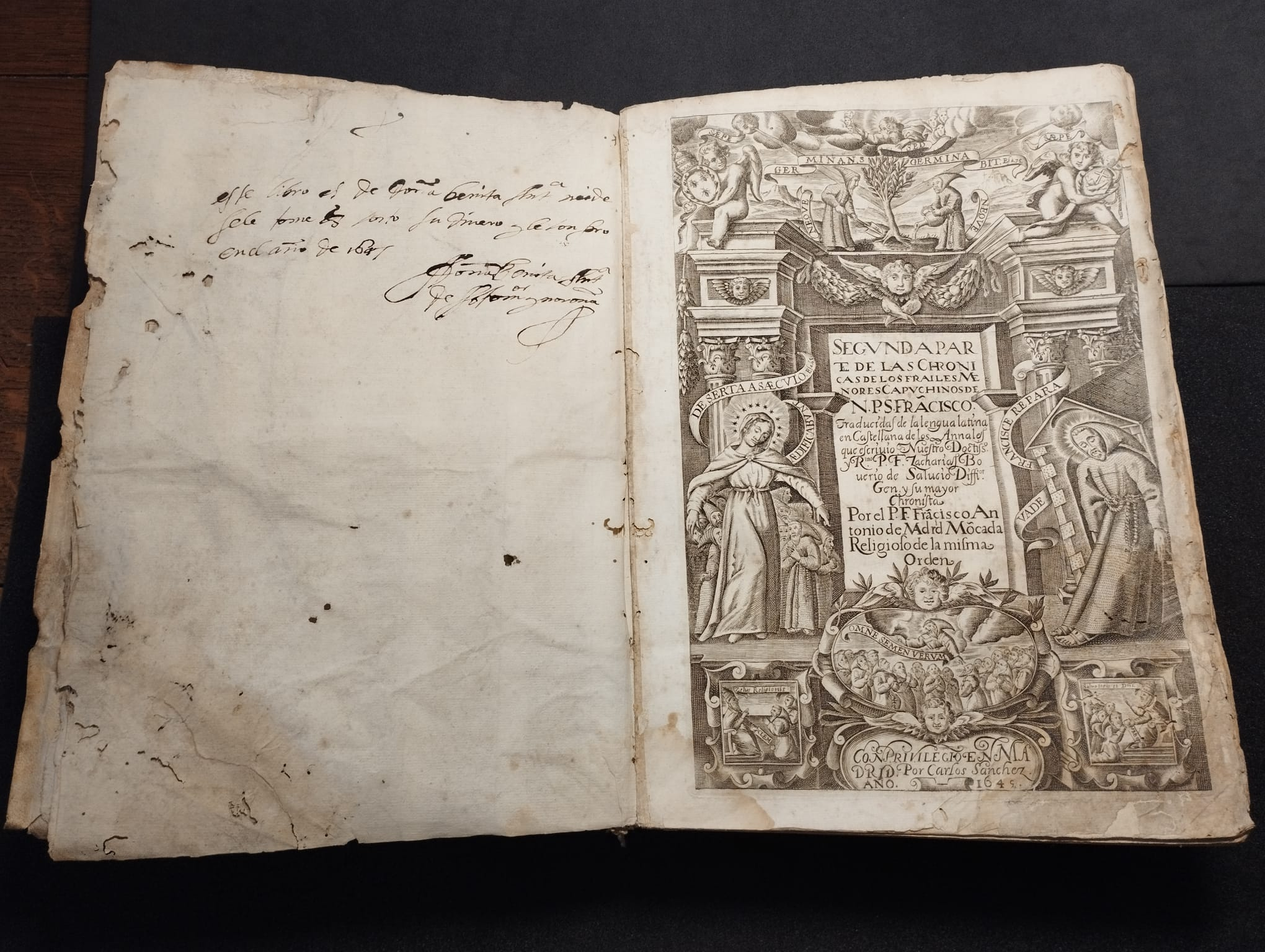
[https://cercabib.ub.edu/permalink/34CSUC_UB/1eiigjf/alma991005845429706708

Benita Antonia de Sotomayor forma part del fons d’antigues dones posseïdores del CRAI Biblioteca de Fons Antic de la Universitat de Barcelona, propietària del llibre Segunda Parte de las Crónicas de los Frailes Menores Capuchinos, escrita per l’historiador i religiós italià Zacarías Boverio, el 1643, a Venècia, traduïda a Madrid per Francisco Antonio de Madrid Moncada i impresa també a Madrid el 1646 per Carlos Sánchez Bravo. Concretament, la marca de propietat de Benita Antonia apareix a l'exemplar de l'obra amb topogràfic C-257/1/16 i es tracta d'un exlibris manuscrit datat el 1647, un any després de la publicació de l'obra. Tanmateix, es desconeix el trajecte propi del mateix llibre i el seu destí immediat posterior a la mort de la posseïdora, fet que limita saber qui va heretar l’obra.

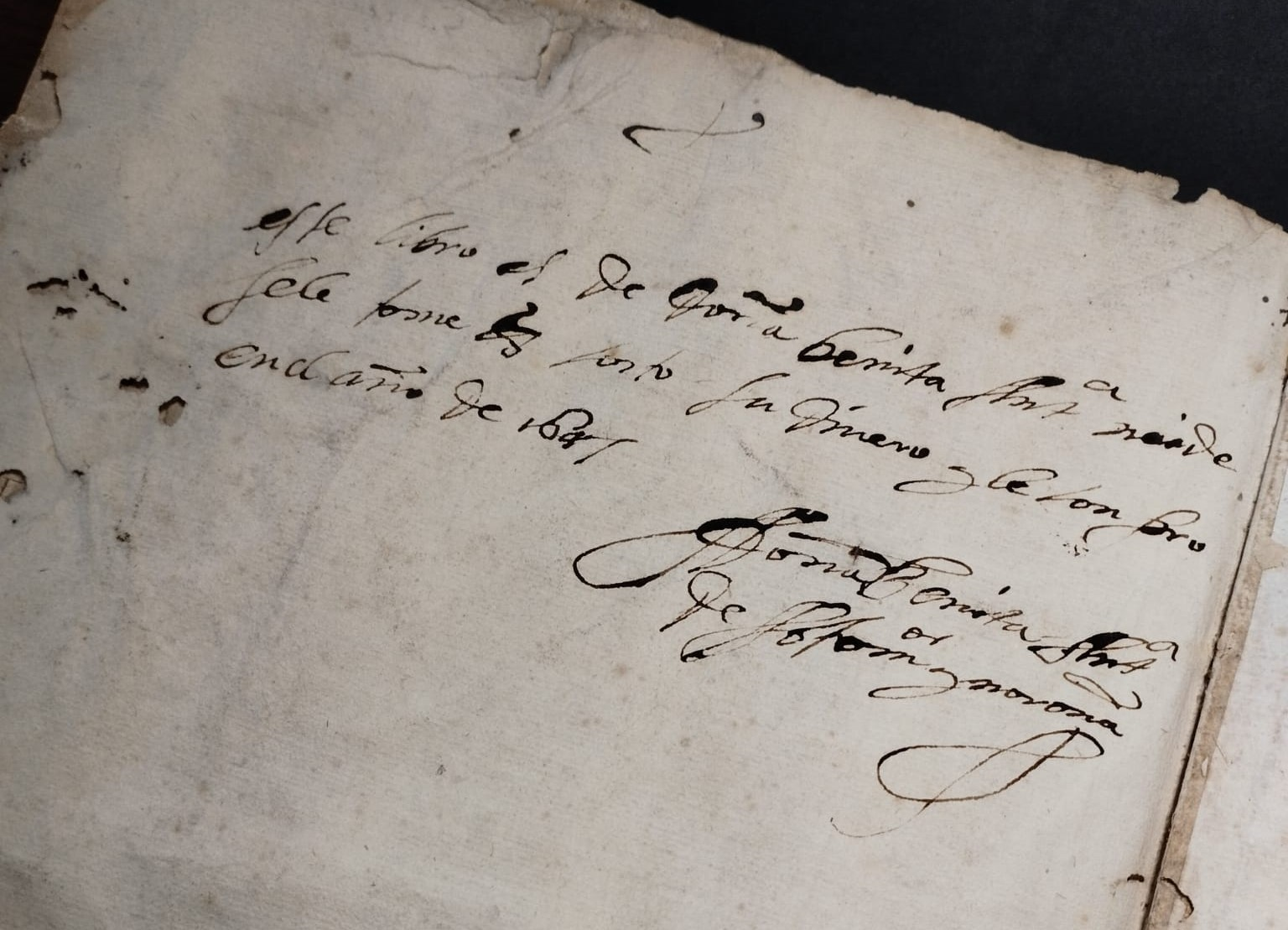
[https://marques.crai.ub.edu/ca/posseidor/sotomayor-y-norona-benita-antonia-de-activa-1647/a13894109_0 Exlibris manuscrit de Benita Antonia Sotomayor y Noroña

La traça del llibre no la podem tornar a resseguir fins a mitjans del segle XVIII, moment en el qual arriba a mans de l’andalús Baltasar Antón Gandullo, rector i cura de la parròquia de Sant Antoni de Vilanova i la Geltrú, conegut per iniciar la formació d’una biblioteca de la qual n’és el benefactor. Entre tots els llibres que formen part de la biblioteca (1.864 títols i 2.507 volums), en consta el títol mencionat. A la mort del rector, el dia 3 de març de 1781 a Barcelona, deixa en testament que la biblioteca quedi al servei d’algun rector que la sol·liciti, alhora que demana per a ella un ús públic. Però, donades les exigents demandes de manteniment, cap rector la sol·licita. Més endavant, queda en mans del convent dels carmelites descalços de Nostra Senyora dels Dolors de Vilanova i la Geltrú, com a biblioteca pública, fins al 1821, on el convent és clausurat i els religiosos traslladats a Mataró. Els béns de la biblioteca s'ofereixen a la venda, part d’ells comprats per la família Papiol. Posteriorment és té constància que el llibre de la Benita Antonia acaba al convent de Sant Francesc de Paula de Barcelona, que puguem confirmar, almenys entre el 1820 al 1837, moment de la desamortització de Mendizábal.  Amb la desamortització, gran part del seu inventari va a parar a biblioteques catalanes o directament a la Universitat de Barcelona. Actualment, el llibre es pot consultar al fons antic de l'Edifici Històric de la Universitat de Barcelona.